# 草业学报
《草业学报》创刊于1990年，是中国大陆农业科技类月刊，编辑部位于甘肃省兰州市。此刊物由中国草业学会主办。
《草业学报》在2018年被中华人民共和国国家新闻出版广电总局新闻报刊司评为2017年全国“百强报刊”。